# Shikama
Shikama (色麻町?) è una cittadina giapponese della prefettura di Miyagi.